# Boston Celtics 1979-1980
La stagione 1979-80 dei Boston Celtics fu la 34ª nella NBA per la franchigia.
I Boston Celtics vinsero la Atlantic Division della Eastern Conference con un record di 61-21. Nei play-off vinsero la semifinale di conference con gli Houston Rockets (4-0), perdendo poi la finale di conference con i Philadelphia 76ers (4-1).

## Roster
| N° | Naz.                   | Ruolo | Sportivo         | Anno | Alt. | Peso |
| -- | ---------------------- | ----- | ---------------- | ---- | ---- | ---- |
| 7  | Stati Uniti (bandiera) | G     | Nate Archibald   | 1948 | 185  | 68   |
| 12 | Stati Uniti (bandiera) | G     | Don Chaney       | 1946 | 196  | 95   |
| 18 | Stati Uniti (bandiera) | AC    | Dave Cowens      | 1948 | 206  | 104  |
| 30 | Stati Uniti (bandiera) | GA    | M.L. Carr        | 1951 | 198  | 93   |
| 31 | Stati Uniti (bandiera) | A     | Cedric Maxwell   | 1955 | 203  | 93   |
| 32 | Stati Uniti (bandiera) | GA    | Jeff Judkins     | 1956 | 198  | 84   |
| 33 | Stati Uniti (bandiera) | A     | Larry Bird       | 1956 | 206  | 100  |
| 42 | Stati Uniti (bandiera) | GA    | Chris Ford       | 1949 | 196  | 86   |
| 43 | Stati Uniti (bandiera) | G     | Gerald Henderson | 1956 | 188  | 79   |
| 44 | Stati Uniti (bandiera) | G     | Pete Maravich    | 1947 | 196  | 89   |
| 45 | Stati Uniti (bandiera) | AC    | Eric Fernsten    | 1953 | 208  | 93   |
| 53 | Stati Uniti (bandiera) | AC    | Rick Robey       | 1956 | 211  | 104  |

## Staff tecnico
- Allenatore: Bill Fitch
- Vice-allenatore: K.C. Jones, Jimmy Rodgers
- Preparatore atletico: Ray Melchiorre